# Dindica subrosea
Dindica subrosea là một loài bướm đêm trong họ Geometridae.